# Schachgesellschaft Zürich

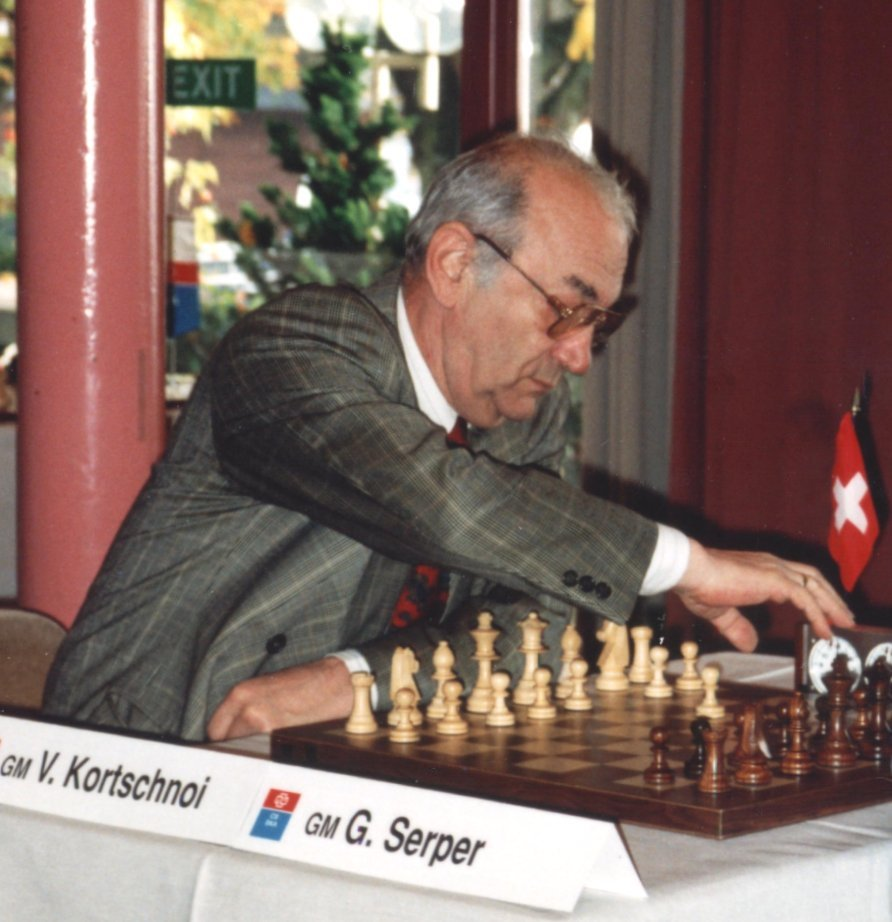
Viktor Kortschnoi war einer der bekanntesten Schachspieler der Schachgesellschaft Zürich.

Die Schachgesellschaft Zürich (SG Zürich) ist der älteste bestehende Schachverein der Welt. Sie richtete bedeutende internationale Schachturniere aus, hat massgeblich zum Aufbau der Schachorganisation in der Schweiz beigetragen und ist bis heute einer der führenden Schachvereine der Schweiz.

## Geschichte

### Gründung und frühe Jahre
Die Schachgesellschaft (SG) wurde 1809 von dem Kolonialwarenhändler Johann Escher, dem Staatskassier Sigmund Spönli, dem Papierfabrikanten Leonhard Ziegler sowie den Kunstmalern Heinrich Maurer, Carl Schulthess und Heinrich Schulthess gegründet. Gründungspräsident wurde Heinrich Maurer, nachfolgend übernahm der Sprachlehrer Heinrich Meister die Präsidentschaft.
Aus dem Jahr 1822 ist der erste Schweizer Vereinswettkampf der SG Zürich gegen die Schachgesellschaft Winterthur dokumentiert. Drei Jahre später organisierte die Schachgesellschaft das erste „Eidgenössische Schachturnier“. Nach dem Tod von Heinrich Meister 1836 übernahm Johann Escher die Präsidentschaft. Im Jahr 1840 veröffentlichte das Vereinsmitglied Conrad von Orelli sein „Schachbüchlein“, eine „Anschauliche Darstellung der Regeln des Schachspiels und der sinnreichsten Züge berühmter Spieler für Anfänger“. Im Jahr 1867 erschienen die Vereinsstatuten erstmals in gedruckter Fassung. 1868 bis 1879 fanden zehn Ostschweizer Schachturniere mit Beteiligung aus Sankt Gallen, Zürich, Winterthur, Luzern, Wil, Schaffhausen, Bern, Glarus und Basel statt.

### Die Ära Pestalozzi/Thomann
Im Jahr 1887, als die SG Zürich nur noch fünfzehn Mitglieder hatte, übernahm Max Pestalozzi die Präsidentschaft. 1888 und 1898 spielten der deutsche Meister Emil Schallopp und der Schachweltmeister Emanuel Lasker in Zürich simultan. Im Jahre 1889 knüpfte die SG Zürich an die Tradition der Ostschweizer Schachturniere an und führte ein zweitägiges Schachturnier durch, das später als Erstes Schweizerisches Schachturnier bezeichnet wurde und eine lange Tradition begründen sollte. Anlässlich dieses Turniers wurde auch der Schweizerische Schachverein (SSV) gegründet. Im Jahre 1893 gelang es der Schachgesellschaft, die Neue Zürcher Zeitung zur Einrichtung einer Schachspalte zu bewegen. Im Jahre 1901 nahm die SG erstmals in ihrer Geschichte Frauen als Mitglieder auf. Auf Max Pestalozzi folgte als Präsident Eduard Thomann, der das Amt bis 1922 innehatte. Im Jahre 1905 hielt sich der damals achtzehnjährige Aaron Nimzowitsch als Student in Zürich auf. Im Jahre 1909 wurde das 100. Jubiläum mit der Ausrichtung eines Schachturniers und einem Festakt begangen. Mit über 100 Mitgliedern war die SG Zürich die mit Abstand grösste Sektion im SSV. In den Jahren 1916 und 1919 spielte Emanuel Lasker nochmals in Zürich simultan. Im Jahre 1922 folgte ein Simultan von Alexander Aljechin.

### Internationale Schachturniere in Zürich
Das Mitglied Paul Johner gewann 1925 die von der SG Zürich anlässlich des 100. Jubiläums des ersten eidgenössischen Schachturniers ausgerichtete 25. Auflage des Schweizerischen Schachturniers. Parallel zu diesem Turnier führte die 1924 gegründete FIDE ihre erste Delegiertenversammlung durch. 1925, 1928 und 1931 besuchten Alexander Aljechin, Efim Bogoljubow und Aaron Nimzowitsch die Schachgesellschaft.
Anlässlich des 125-jährigen Bestehens 1934 richtete die Schachgesellschaft erstmals in der Vereinsgeschichte und in der Geschichte des Schweizer Schachs ein internationales Meisterturnier aus. Es siegte Alexander Aljechin vor Max Euwe und Salo Flohr. Der Zweite Weltkrieg brachte auch in der Schweiz das Schachleben zum Erliegen. Bereits 1946 richtete die SG Zürich aber wieder ein Fünfmeisterturnier aus, das von Bogoljubow gewonnen wurde. 1952 siegte Erik Lundin beim 53. Schweizerischen Schachturnier vor Martin Christoffel und Max Euwe.
Absoluter Höhepunkt der Vereinsgeschichte war die Ausrichtung des Kandidatenturniers zur Weltmeisterschaft 1953. Die SG Zürich mit ihrem Turnierleiter Alois Nagler hatte vom SSV einen grossen Teil der Durchführungsverantwortung übertragen bekommen. Es siegte Wassili Smyslow vor David Bronstein, Paul Keres und Samuel Reshevsky. David Bronstein schrieb über das Turnier ein Buch, das zu den Klassikern der Schachliteratur zählt. Nach dem Kandidatenturnier übernahm Alois Nagler die Präsidentschaft der SG. Die amerikanische Schriftstellerin Clare Benedict stellte Mittel zur Verfügung, die es ihm erlaubten, in den nächsten zwei Jahrzehnten regelmässige internationale Mannschaftsturniere, die „Clare-Benedict-Turniere“, zu organisieren.
1953 gewann SG Zürich die Schweizerische Mannschaftsmeisterschaft, an der sie erstmals teilgenommen hatte. Tausend Zuschauer sahen 1956 ein Uhrensimultan des Weltmeisters Michail Botwinnik. Zum 150. Jubiläum wurde wiederum ein Weltklasseturnier veranstaltet, das von Michail Tal vor Svetozar Gligorić, Bobby Fischer und Paul Keres gewonnen wurde. Bei einem weiteren Grossmeisterturnier 1961 siegte Paul Keres vor Tigran Petrosjan und Svetozar Gligorić.

### Die neueste Zeit
Im Jahre 1971 wurde der Zürcher Werner Hug in Athen als erster und bisher einziger Schweizer Juniorenweltmeister. Anlässlich des 175-jährigen Bestehens 1984 richtete die SG wieder ein Grossmeisterturnier als internationales Open aus, in dem John Nunn siegte. Auf dem geteilten zweiten Platz unter anderem Boris Spasski und Viktor Kortschnoi.
1993 schloss sich Viktor Kortschnoi der SG Zürich an. 1998 führte die SG zu Ehren des 1996 verstorbenen Ehrenpräsidenten Alois Nagler ein Turnier nach Scheveninger System durch, bei dem Schweizer Spitzenspieler auf Schachlegenden wie Viktor Kortschnoi, Wassili Smyslow, Bent Larsen, Svetozar Gligoric und Wolfgang Unzicker trafen. Anlässlich des 70. Geburtstages von Viktor Kortschnoi organisierte die SG ein Schnellturnier, an dem unter anderem die Weltmeister Wladimir Kramnik, Boris Spasski und Garri Kasparow teilnahmen.
2009 feierte die Schachgesellschaft Zürich als ältester Schachverein der Welt ihr 200-jähriges Bestehen. Aus diesem Anlass fanden im August drei Grossveranstaltungen im Kongresshaus und im Hauptbahnhof Zürich statt: ein Open-Turnier, ein Simultan von acht Weltklassespielern gegen 200 Amateure (nach dem Motto für jedes Jahr eine Partie, wobei jeder der acht Simultangeber in der Geschichte des Schachs als Weltmeister verewigt ist, mit dabei auch der vom aktiven Turnierschach zurückgetretene Garri Kasparow, dem für viele Experten stärksten Schachspieler aller Zeiten) und ein hochkarätiges Schnellschachturnier („Rapid Champions“) mit Weltmeister Viswanathan Anand, Anatoli Karpow, Viktor Kortschnoi, Wladimir Kramnik, Wesselin Topalow, Ruslan Ponomarjow, Judit Polgar, der stärksten Schachspielerin aller Zeiten, und dem erwähnten ehemaligen Juniorenweltmeister und SG-Vereinsmitglied Werner Hug.
Heute hat die SG Zürich etwa hundert Mitglieder und nimmt mit mehreren Mannschaften am schweizerischen Spielbetrieb teil. Präsident ist Christian Issler. Die SG hat ein eigenes zentral gelegenes Spiellokal (Olivengasse 8, Nähe Kreuzplatz), das von Mitgliedern auch ausserhalb des regulären Spielabends (Freitag) jederzeit genutzt werden kann. Die SG ist 25-facher Schweizer Mannschaftsmeister und wurde zuletzt 2016 Meister der Nationalliga A. Die besten aktiven Spieler sind Christian Bauer, Yannick Pelletier, Alexandra Kostenjuk, Lothar Vogt, Lucas Brunner und Werner Hug. Die SG Zürich ist seit 2001 in der Jugendschach-Förderung tätig und bietet mehrmals pro Woche Jugendschach-Trainings an. 